# Nickel Eye
 (avril 2020).
Si vous disposez d'ouvrages ou d'articles de référence ou si vous connaissez des sites web de qualité traitant du thème abordé ici, merci de compléter l'article en donnant les références utiles à sa vérifiabilité et en les liant à la section « Notes et références ».
Nickel Eye est le projet musical solo de Nikolai Fraiture, le bassiste des Strokes,.

## Présentation
Le projet est né durant le « break » des Strokes, après la sortie de leur troisième album. 
Après avoir ressorti d'une vieille boîte à chaussures quelques textes et poèmes, Nickel Eye décide de les adapter en musique. Avec l'aide du groupe anglais South, il enregistre quelques morceaux à Londres.
C'est avec la participation de Nick Zinner des Yeah Yeah Yeahs et Regina Spektor qu'est complété quelques mois plus tard à New York The Time of the Assassins, le premier opus de Nickel Eye. L'album sort le 27 janvier 2009 chez Ryodisc.
La pochette de l'album s'inspire de gravures sur bois de l'artiste américain Lynd Ward. Les textes et le thème de The Time of the Assassins proviennent d'un road trip à travers les États-Unis de Nickel Eye lorsqu'il avait 19 ans.